# Цахариас, Отто
Отто Цахариас (также Захариас) (нем. Emil Otto Zacharias; 27 января 1846, Лейпциг — 2 октября 1916, Киль) — немецкий зоолог, исследователь планктона и журналист.

## Биография
Родился в 1846 году. Изучал зоологию в Лейпциге, затем путешествовал в Италии и состоял домашним учителем в Германии. С 1885 по 1890 год при содействии Прусской академии наук исследовал пресноводные бассейны в разных частях Германии с целью ознакомления с их фауной и флорой и в 1891 году учредил биологическую станцию на Большом Плёновском озере (нем. Plönersee) в Плёне (Голштиния), с пособием от прусского правительства. В качестве директора станции Цахариас издавал отчёты под заглавием «Plöner Forschungsberichte» (Штутгарт, до 1902 года 10 выпусков).
В честь учёного назван водяной клещ Arrenurus zachariae (Koenike, 1886).
Одно из орудий лова планктона, разработанное исследователем около 1907 года, именуется этмофором Цахариаса.

## Публикации
- «Charles R. Darwin und die kulturhistorishe Bedeutung seiner Theorie vom Ursprunge der Arten» (Берл., 1882);
- «Bilder und Skizzen aus dem Naturleben» (Йена, 1889);
- «Die Thier- und Pflanzenwelt des Süsswassers» (Лпц., 1891);
- «Katechismus des Darwinismus» (там же, 1892);
- «Quantitative Untersuchungen über das Limnoplankton» (Б., 1896);
- «Ergebnisse einer biologischen Excursion an die Hochseen des Riesengebirges» (там же, 1896).